# Quelaines-Saint-Gault
Quelaines-Saint-Gault – miejscowość i gmina we Francji, w regionie Kraj Loary, w departamencie Mayenne.
Według danych na rok 2010 gminę zamieszkiwały 1962 osoby, a gęstość zaludnienia wynosiła 46 osób/km².